# Луди за връзване
„Луди за връзване“ (на английски: Loonatics Unleashed) е американски анимационен сериал, продуциран от Warner Bros. Entertainment, който дебютира на 17 септември 2005 г. по The WB в Съединените щати и приключва излъчването си на 5 май 2007 г. по The CW.
Главните герои са Ейс Бъни, Лекси Бъни, Опасния Дък, Слам тазманиеца, Технократа койот и Бегача.

## „Луди за връзване“ в България
В България сериалът започва излъчване по Нова телевизия на 19 юни 2008 г. в 06:30, а разписанието му е всеки делничен ден от 06:00, като се излъчват по два епизода наведнъж. Първи сезон приключва на 27 юни 2011.
На 16 юни 2009 г. започва повторно излъчване по Диема Фемили, всеки делничен ден от 07:35. Последният епизод на първи сезон е излъчен на 2 юли, а на 3 юли е повторен. Втори сезон започва премиерно на 6 юли, но първи епизод не е излъчен. Последният епизод на сериала е излъчен на 21 юли 2012.
На 24 март 2011 г. започва повторно по bTV, всяка събота от 06:30 по два епизода, а епизодите се излъчват разбъркано. Със започването на втори сезон е излъчен премиерно и първият му епизод. Последният епизод е излъчен на 16 юни.
При излъчванията по Нова телевизия и Диема Фемили дублажът е на Арс Диджитал Студио, чието име се споменава във втори сезон. Ролите се озвучават от артистите Ралица Ковачева-Бежан в първи сезон, Нина Гавазова във втори, Мариан Бачев, Камен Асенов и Васил Бинев. При излъчванията по bTV дублажът е записан наново и към оригиналния състав е добавена Кристина Янева, а Нина Гавазова не участва.